# Villar Pellice
Villar Pellice är en ort och kommun i storstadsregionen Turin, innan 2015 provinsen Turin, i regionen Piemonte, Italien. Kommunen hade 1 082 invånare (2017).